# Manco Capac

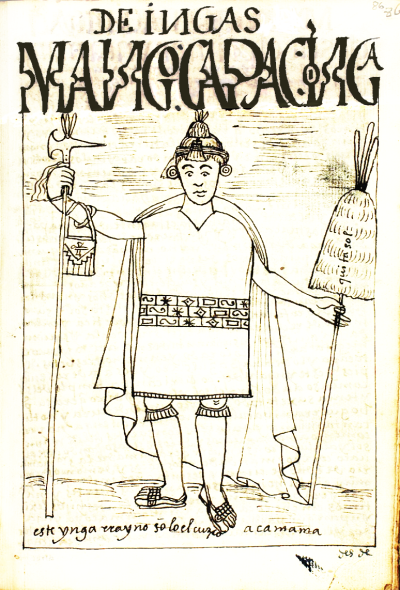
Manco Capac na vyobrazení, jehož autorem byl kečujský kronikář Felipe Guamán Poma de Ayala

Manco Capac (kečujsky Manqu Qhapaq) byl první mytický inka – vládce a zakladatel Tawantinsuyu. Podle jedné z legend, již zaznamenal Garcilaso de la Vega, vyslal bůh Slunce na zem svého syna a dceru, jimiž byli Manco Capac a Mama Ocllo. Ti se vynořili z vod jezera Titicaca a vedeni zlatou holí hledal místo, vhodné k založení města. Při putování se k němu přidávali lidé, až vznikla početná družina. Manco Capac bodal holí do země a hledal tak vyvolené místo, kde měla hůl snadno proniknout do půdy až po hlavici. To se skutečně stalo v jedné dolině s úrodnou půdou, kde založili město Cusco. Manco Capac pak (společně se svou sestrou) jako typický kulturní hrdina učil obyvatele zemí, jimiž prošli, pěstovat kukuřici a koku, tkát, zpracovávat zlato a uctívat bohy. Na vyvoleném místě postavil první chrám Slunce – ten se pak stal centrálním bodem inckého náboženství. Původní skromná svatyně byla za vlády dalších panovníků přestavěna na skvostný chrám Coricancha.